# Olaf Polziehn

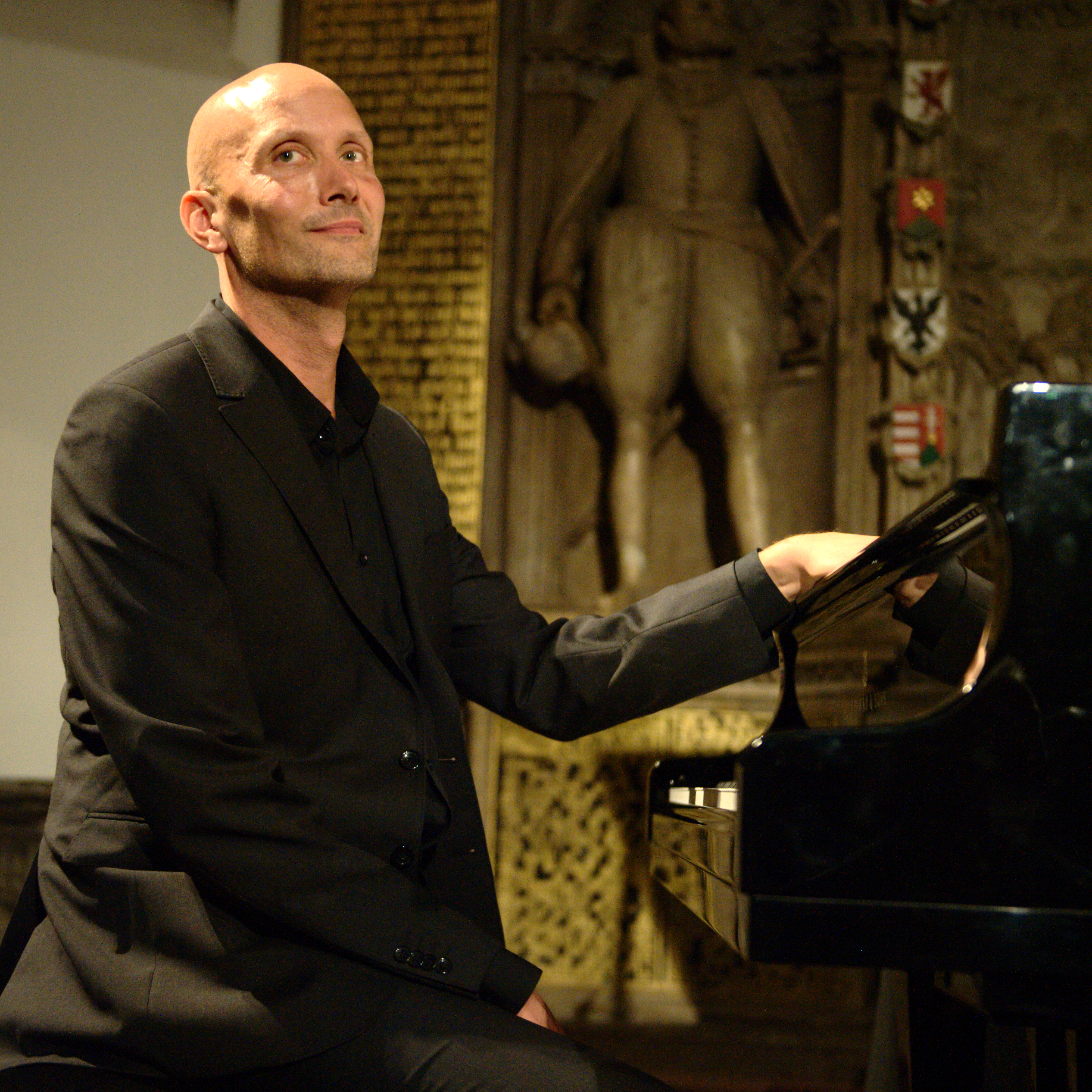
Olaf Polziehn im Duo mit Axel Schlosser in der Stadtkirche Darmstadt am 21. September 2016

Olaf Polziehn (* 1970 in Ludwigsburg) ist ein deutscher Musiker (Piano, Komposition) des Modern Jazz, der als Professor an der Universität für Musik und darstellende Kunst Graz lehrt.

## Werdegang
Polziehn begann 1992 ein Musikstudium an der Hochschule für Musik Köln bei Frank Chastenier und bei John Taylor. Daneben war er von 1992 bis 1995 Pianist des Bundesjazzorchesters. 1992 gründete er mit Ingmar Heller (Bass) und zunächst Oliver Mewes (Schlagzeug) ein eigenes  Trio. Seit 2002 wurde das Trio mit  Saxophonisten wie Harry Allen oder Jesse Davis zum Quartett erweitert. 1998 holte ihn Thomas Cremer mit dem Bassisten Günter Lenz (mittlerweile ersetzt durch Martin Gjakonovski) in sein Frankfurt Jazz Trio, das seither vier Tonträger vorlegte.
Polziehn spielte u. a. mit Bob Mintzer, Patti Austin, Till Brönner, Ack van Rooyen, Bert Joris, Scott Hamilton, Rolf Kühn oder Klaus Graf. Für die Frankfurter Rundschau ist er „eine der interessantesten pianistischen Entdeckungen der letzten Jahre.“
Polziehn ist seit 2009 Professor für Jazzpiano an der Grazer Universität für Musik und darstellende Kunst. 1993 war er der Preisträger des Tonger-Wettbewerbs im Fach Jazzpiano.

## Veröffentlichungen (Auswahl)
- American Songbook (2000)
- American Songbook Vol. 2 feat. Harry Allen (2003)
- American Songbook Vol. 3 feat. Harry Allen and Troy Davis (2006)
- Olaf Polziehn Trio feat.  Scott Hamilton Live at Jazztone Lörrach (2006)
- Olaf Polziehn Trio A Tribute to HGBS Live at MPS Studio Villingen (2007)
- Olaf Polziehn Trio feat. Ingmar Heller and Troy Davis Let it Fall (2009)
- Olaf Polziehn / Jochen Feucht Conversations (2009)
- Olaf Polziehn Trio feat. Jesse Davis Live at Jazztone Lörrach (2012)
- Olaf Polziehn feat. Fay Claassen, Ingmar Heller, Hans Dekker Gentle Touch (2018)